# Cereopsius quaestor
Cereopsius quaestor är en skalbaggsart som först beskrevs av Newman 1842.  Cereopsius quaestor ingår i släktet Cereopsius och familjen långhorningar.
Artens utbredningsområde är Filippinerna. Inga underarter finns listade i Catalogue of Life.